# Euscalpellum squamosum
Euscalpellum squamosum is een rankpootkreeftensoort uit de familie van de Scalpellidae. De wetenschappelijke naam van de soort is voor het eerst geldig gepubliceerd in 1937 door Hiro.